# Pinball Construction Set
Pinball Construction Set (skraćeno: PCS) je računalna igra koju je dizajnirao Bill Budge, proizvela tvrtka BudgeCo, a izdale tvrtke Electronic Arts i Ariolasoft (uz BudgeCo). Izašla je za Apple II i Atari 800 1983. godine, a kasnije je izašla i za platforme Commodore 64 i DOS.

## Opis
Pinball Construction Set je stvorio novi žanr računalnih igara— builder (graditelj) ili construction set (set za izradu) vrste igara. S PCS-om, igrači mogu izraditi svoj virtualni fliper arkadni stroj, poput upravljača, fliper odbojnika, flippera, i ostale dijelove. Svojstva poput gravitacije i fizičkog modela se također mogu mijenjati. Igrači mogu spremiti njihove kreacije i stvoriti obične. Tablice se mogu spremiti na diskete.

## Povijest
Bill Budge je prvotno izdao i distributirao ovu igru kao njegova izdavačka "tvrtka", BudgeCo. U eri natjecanja u izdavanju, 1980-ih, drage je volje dopustio Electronic Artsu da izda njegovu igru, što je EA i učinio 1983. godine, pošto on nije htio biti poduzetnik.
Budge je bio inspiriran da programira igru nakon proizvodnje Raster Blastera, prve fliper igre za Apple II. Suočio je se s mnogo prepona u pokušaju da stvori otvoren fliper alat za razvijanje, većinom zbog Appleove relativno ograničene snage obrade i grafičke mogućnosti.
Pinball Construction Set je priključen na mnoga tadašnja osobna računala, uključujući Commodore 64 kao PC booter. PCS je prodan u zaprepašćujućih 300.000 kopija za sve platforme. EA nastavio sa sličnim igrama: Music Construction Set (1984.), Adventure Construction Set (1985.) i Racing Destruction Set (1985.), sve s različitim dizajnerima.

## Ocjene i nagrade
Computer Gaming World je igru smatrao revolucionarnom i lakom za razumjeti, zbog svojih tipičnih ikona i drag-and-drop (povući-spustiti) metode za konstrukciju fliper stroja. Upute od devet stranica su smatrane prevelikima zbog toga što Pinball Construction Set nije zahtijevao znanje o programiranju. Zanimljivo CGW je izvijestio da osmogodišnjak ne bi trebao imati problema s kreacijom svog stroja.
Pinball Construction Set uvršten u Kuću slavnih GameSpya.
2008. godine, Pinball Construction Set je nagrađen na 59. dodjeli nagrada Emmy za tehnologiju i inženjerstvo. Bill Budge je primio nagradu.